# Тутракан
Тутракан (болг. Тутракан) — город в Болгарии. Находится в Силистренской области на берегу Дуная, входит в общину Тутракан.
Бывшая турецкая крепость Туртукай, прикрывавшая удобное место переправы через реку.

## История
Во время Русско-турецкой войны 1768—1774 годов в районе Туртукая русскими войсками под командованием генерала А. В. Суворова были дважды (10 мая и 17 июня 1773 года) проведены разведывательные поиски: 1-й — с целью отвлечения противника от намеченного пункта переправы главных сил русской армии в районе Силистрии; 2-й — как составная часть наступления русских войск. Боевые действия проводились ночью против превосходящих сил противника. Под Туртукаем (впервые после действий войск генерала П. А. Румянцева под Кольбергом в 1761 году) Суворов применил колонны в сочетании с рассыпным строем егерей.
В ходе русско-турецкой войны 1877—1878 город был освобождён от турецких войск.
Во второй Балканской войне румынские войска 14 июля 1913 года начали наступление в Южной Добрудже и оккупировали Тутракан, который был включён в состав Румынии. 15 октября 1915 года Болгария вступила в первую мировую войну на стороне Центральных держав. После того, как в 1916 году Румыния объявила о вступлении в войну на стороне Антанты, город стал местом битвы основных болгарско-немецких сил с румынской армией.
В дальнейшем город заняли болгарские войска, но в соответствии с подписанным 29 сентября 1918 года в городе Салоники мирным договором между Болгарией и Антантой болгарской стороной было принято обязательство о возвращении города Румынии (в соответствии с подписанным 27 ноября 1919 года Нёйиским договором Южная Добруджа была закреплена за Румынией).
7 сентября 1940 года было подписано Крайовское соглашение, в соответствии с которым Румыния возвратила Болгарии Южную Добруджу (в том числе Тутракан).
1 марта 1941 г. в Вене были подписаны документы о присоединении Болгарии к пакту «Рим — Берлин — Токио», в соответствии с которым 2 марта 1941 года немецкие войска были введены на территорию Болгарии. В начале сентября 1944 года начальник пограничного участка в городе Тутракан (и одновременно — руководитель городской боевой группы БКП) Иван Гайдаров организовал операцию, в ходе которой пограничники поста и участники боевой группы совместно разоружили отступавшую с территории Румынии германскую часть, у немцев была захвачена военная техника, значительное количество оружия и боеприпасов.

## Политическая ситуация
Кмет (мэр) общины Тутракан — Димитр Стефанов (партия ГЕРБ).

## Галерея

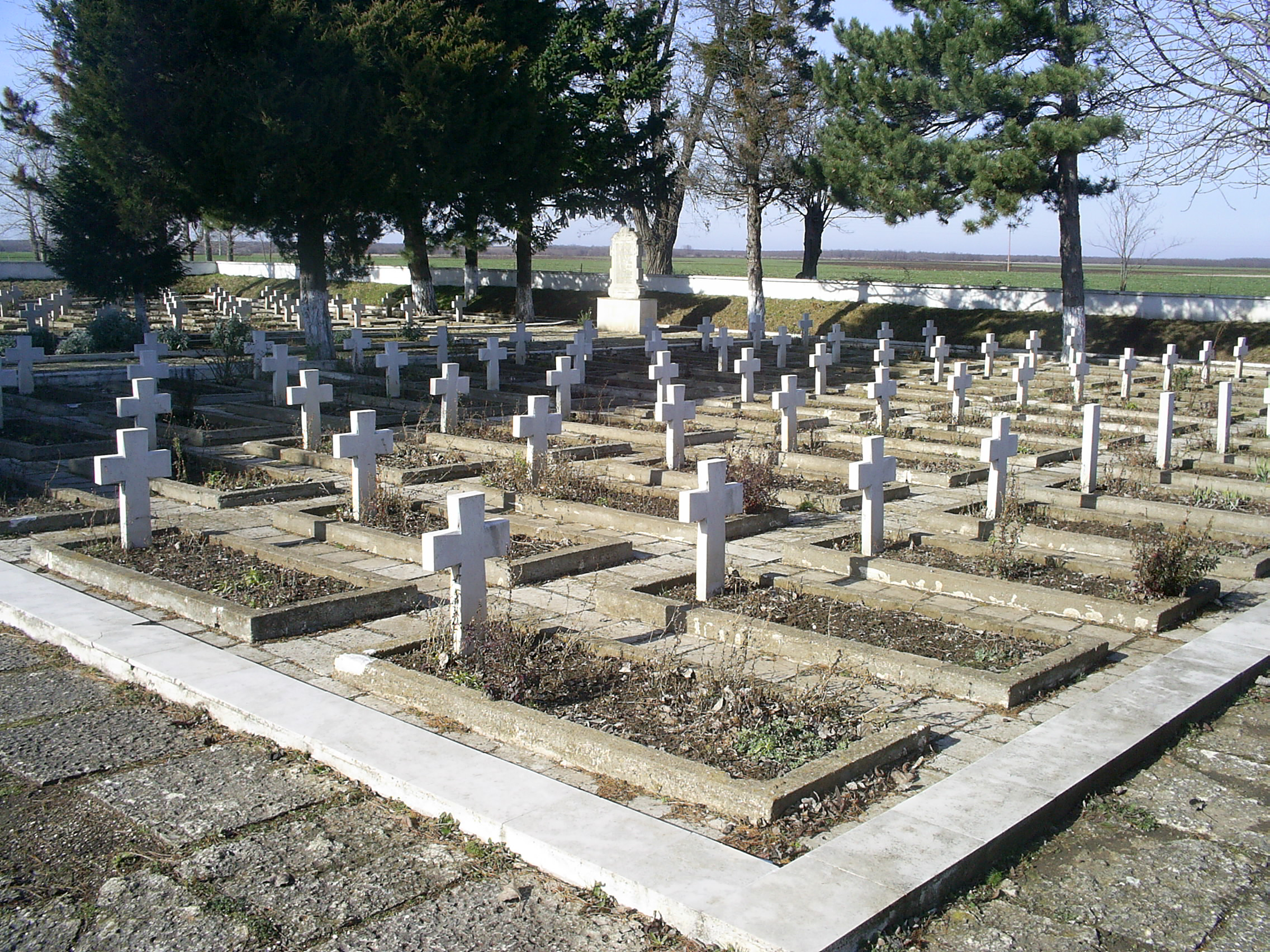
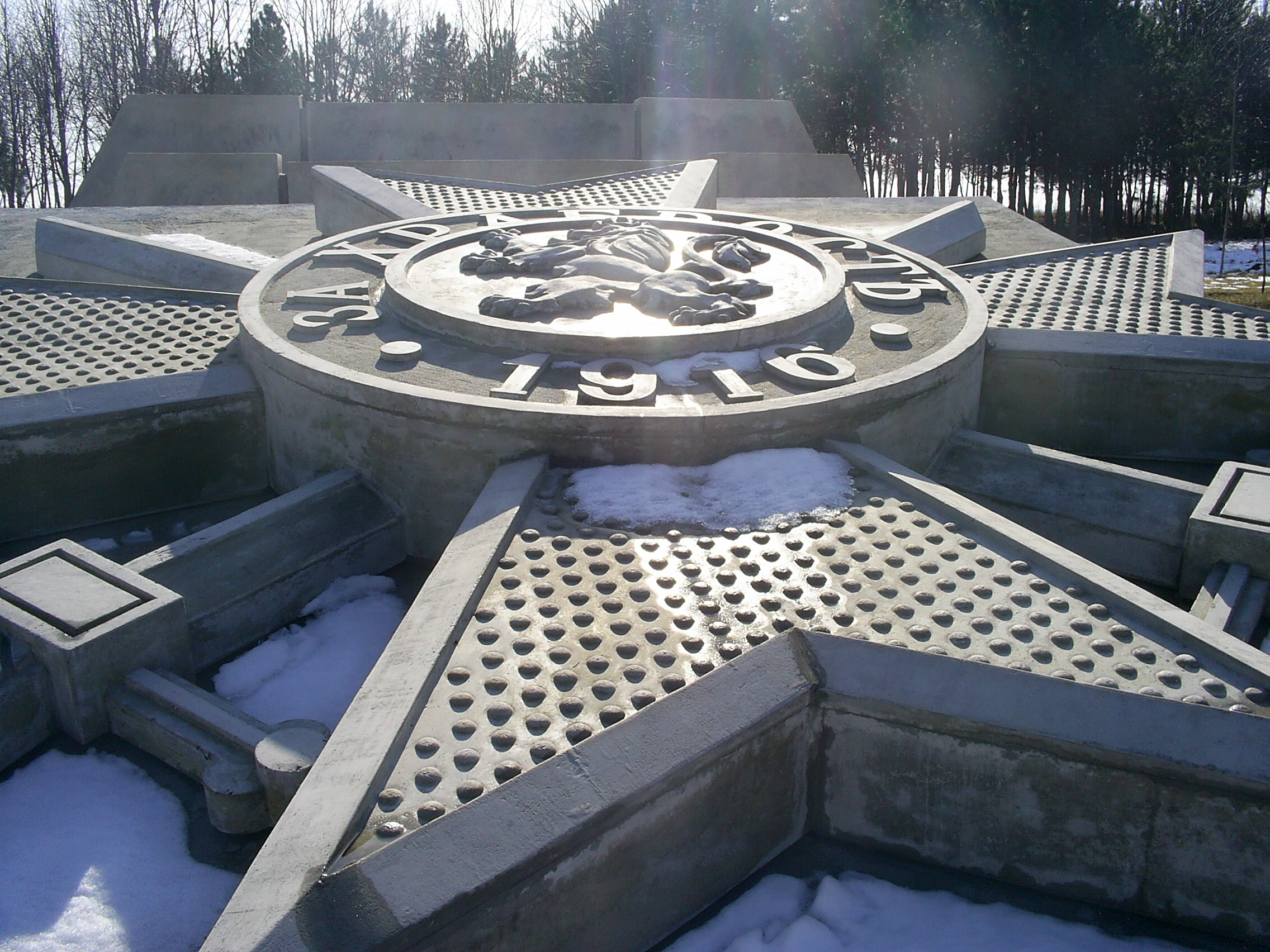
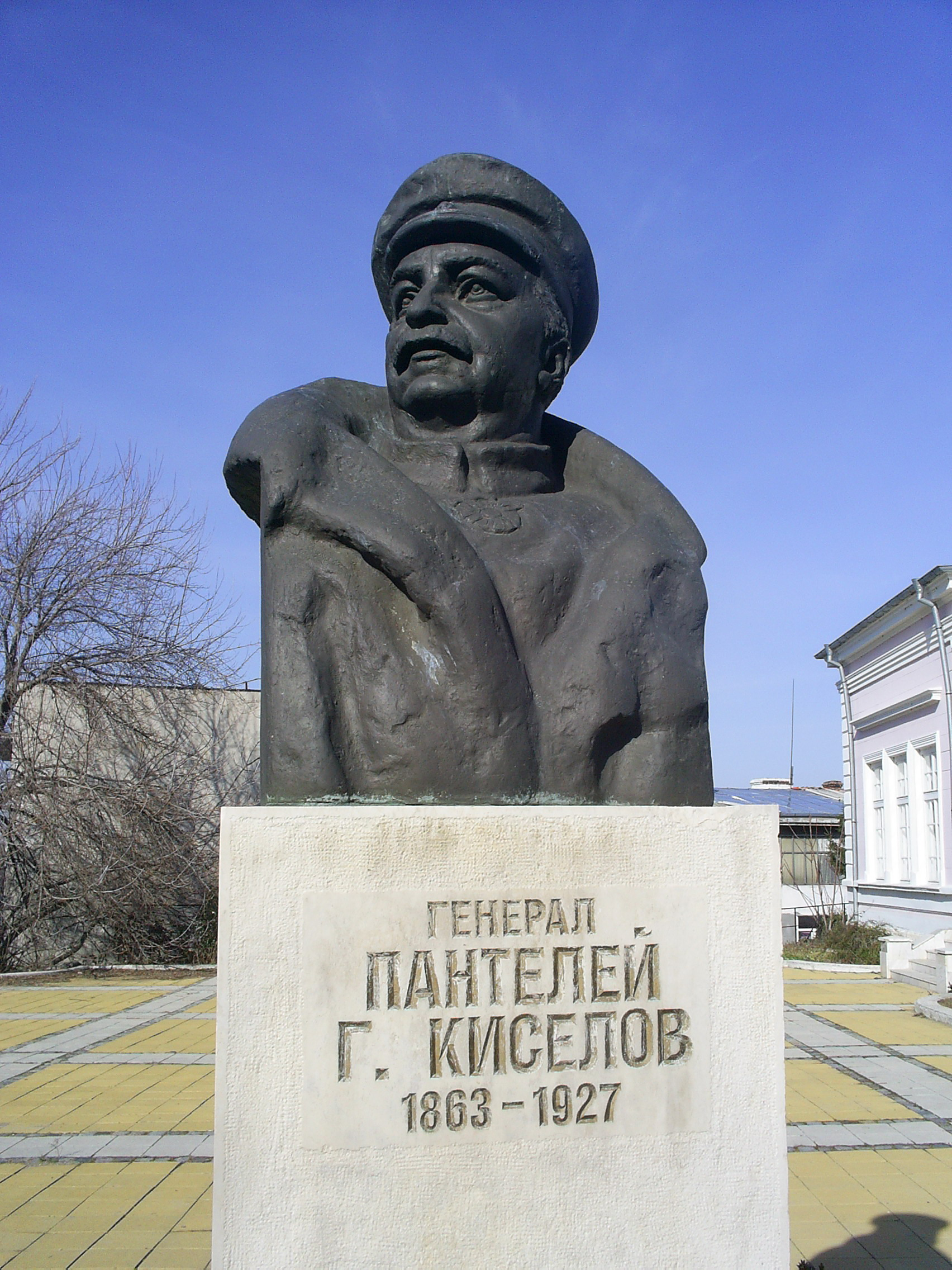

## Города-побратимы
- Каменец-Подольский

## Известные уроженцы и жители
- Бленика (1899—1978) — болгарская писательница и переводчица.